# Galeodes tillmani
Galeodes tillmani är en spindeldjursart som först beskrevs av Alan Whittick 1939.  Galeodes tillmani ingår i släktet Galeodes och familjen Galeodidae. Inga underarter finns listade i Catalogue of Life.